# Teratopomyia cyanea
Teratopomyia cyanea är en tvåvingeart som först beskrevs av Fabricius 1781.  Teratopomyia cyanea ingår i släktet Teratopomyia och familjen rovflugor. Inga underarter finns listade i Catalogue of Life.